# Населення Туркменістану
Населення Туркменістану. Чисельність населення країни 2015 року становила 5,231 млн осіб (120-те місце у світі). Чисельність туркменів стабільно збільшується, народжуваність 2015 року становила 19,4 ‰ (89-те місце у світі), смертність — 6,13 ‰ (158-ме місце у світі), природний приріст — 1,14 % (106-те місце у світі) . 

## Природний рух

### Відтворення
Народжуваність у Туркменістані, станом на 2015 рік, дорівнює 19,4 ‰ (89-те місце у світі). Коефіцієнт потенційної народжуваності 2015 року становив 2,09 дитини на одну жінку (109-те місце у світі). Рівень застосування контрацепції 48 % (станом на 2006 рік). Середній вік матері при народженні першої дитини становив 24,6 року (оцінка на 2006 рік).
Смертність у Туркменістані 2015 року становила 6,13 ‰ (158-ме місце у світі).
Природний приріст населення в країні 2015 року становив 1,14 % (106-те місце у світі).

### Вікова структура

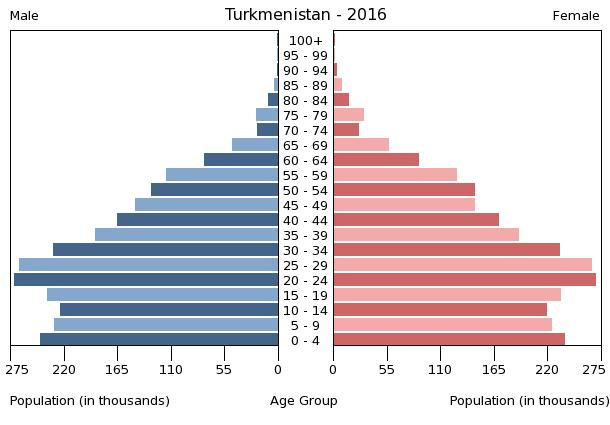
Віково-статева піраміда населення Туркменістану, 2016 рік

Середній вік населення Туркменістану становить 27,5 року (141-ше місце у світі): для чоловіків — 27, для жінок — 28 років. Очікувана середня тривалість життя 2015 року становила 69,78 року (157-ме місце у світі), для чоловіків — 66,77 року, для жінок — 72,93 року.
Вікова структура населення Туркменістану, станом на 2015 рік, мала такий вигляд:
- діти віком до 14 років — 26,14 % (692 800 чоловіків, 674 638 жінок);
- молодь віком 15—24 роки — 19,66 % (517 312 чоловіків, 510 945 жінок);
- дорослі віком 25—54 роки — 42,57 % (1 104 066 чоловіків, 1 122 896 жінок);
- особи передпохилого віку (55—64 роки) — 7,25 % (178 925 чоловіків, 200 501 жінка);
- особи похилого віку (65 років і старіші) — 4,38 % (99 878 чоловіків, 129 460 жінок)[1].

### Шлюбність— розлучуваність
Середній вік, коли чоловіки беруть перший шлюб, дорівнює 24,6 року, жінки — 23,3 року, загалом — 24 роки (дані за 2006 рік).

## Розселення
Густота населення країни 2015 року становила 11,4 особи/км² (219-те місце у світі).

### Урбанізація
Туркменістан високоурбанізована країна. Рівень урбанізованості становить 50 % населення країни (станом на 2015 рік), темпи зростання частки міського населення — 1,94 % (оцінка тренду за 2010—2015 роки).
Головні міста держави: Ашгабат (столиця) — 746,0 тис. осіб (дані за 2015 рік).

### Міграції
Річний рівень еміграції 2015 року становив 1,84 ‰ (163-тє місце у світі). Цей показник не враховує різниці між законними і незаконними мігрантами, між біженцями, трудовими мігрантами та іншими.

#### Біженці й вимушені переселенці
У країні мешкає 7,12 тис. осіб без громадянства.
Туркменістан є членом Міжнародної організації з міграції (IOM).

## Расово-етнічний склад
| Етнічний склад (2003 рік) | Етнічний склад (2003 рік) | Етнічний склад (2003 рік) | Етнічний склад (2003 рік) | Етнічний склад (2003 рік) |
| ------------------------- | ------------------------- | ------------------------- | ------------------------- | ------------------------- |
| Етнос:                    |                           |                           | Відсоток:                 |                           |
| туркмени                  | туркмени                  |                           | 85%                       | 85%                       |
| узбеки                    | узбеки                    |                           | 5%                        | 5%                        |
| росіяни                   | росіяни                   |                           | 4%                        | 4%                        |
| інші                      | інші                      |                           | 6%                        | 6%                        |

Головні етноси країни: туркмени — 85 %, узбеки — 5 %, росіяни — 4 %, інші — 6 % населення (оціночні дані за 2003).

## Мови
| Мови Туркменістану (2015 рік) | Мови Туркменістану (2015 рік) | Мови Туркменістану (2015 рік) | Мови Туркменістану (2015 рік) | Мови Туркменістану (2015 рік) |
| ----------------------------- | ----------------------------- | ----------------------------- | ----------------------------- | ----------------------------- |
| Мова:                         |                               |                               | Відсоток:                     |                               |
| туркменська                   | туркменська                   |                               | 72%                           | 72%                           |
| російська                     | російська                     |                               | 12%                           | 12%                           |
| узбецька                      | узбецька                      |                               | 9%                            | 9%                            |
| інші                          | інші                          |                               | 7%                            | 7%                            |

Офіційна мова: туркменська — розмовляє 72 % населення країни. Інші поширені мови: російська — 12 %, узбецька — 9 %, інші мови — 7 %.

## Релігії
| Релігії в Туркменістані (2015 рік) | Релігії в Туркменістані (2015 рік) | Релігії в Туркменістані (2015 рік) | Релігії в Туркменістані (2015 рік) | Релігії в Туркменістані (2015 рік) |
| ---------------------------------- | ---------------------------------- | ---------------------------------- | ---------------------------------- | ---------------------------------- |
| Віросповідання:                    |                                    |                                    | Відсоток:                          |                                    |
| мусульмани                         | мусульмани                         |                                    | 89%                                | 89%                                |
| православні                        | православні                        |                                    | 9%                                 | 9%                                 |
| інші                               | інші                               |                                    | 2%                                 | 2%                                 |

Головні релігії й вірування, які сповідує, і конфесії та церковні організації, до яких відносить себе населення країни: іслам — 89 %, православ'я — 9 %, інші — 2 % (станом на 2015 рік).

## Освіта
Рівень письменності 2015 року становив 99,7 % дорослого населення (віком від 15 років): 99,8 % — серед чоловіків, 99,6 % — серед жінок.
Державні витрати на освіту становлять 3 % ВВП країни, станом на 2012 рік Середня тривалість освіти становить 11 років, для хлопців — до 11 років, для дівчат — до 11 років (станом на 2014 рік).

## Охорона здоров'я
Забезпеченість лікарняними ліжками в стаціонарах — 4,0 ліжка на 1000 мешканців (станом на 2012 рік). Загальні витрати на охорону здоров'я 2014 року становили 2,1 % ВВП країни (190-те місце у світі).
Смертність немовлят до 1 року, станом на 2015 рік, становила 36,82 ‰ (60-те місце у світі); хлопчиків — 44,13 ‰, дівчаток — 29,14 ‰. Рівень материнської смертності 2015 року становив 42 випадків на 100 тис. народжень (89-те місце у світі).
Туркменістан входить до складу ряду міжнародних організацій: Міжнародного руху (ICRM) і Міжнародної федерації товариств Червоного Хреста і Червоного Півмісяця (IFRCS), Дитячого фонду ООН (UNISEF), Всесвітньої організації охорони здоров'я (WHO).

### Захворювання
Кількість хворих на СНІД невідома, дані про відсоток інфікованого населення в репродуктивному віці 15—49 років відсутні. Дані про кількість смертей від цієї хвороби за 2014 рік відсутні.
Частка дорослого населення з високим індексом маси тіла 2014 року становила 18,8 % (125-те місце у світі); частка дітей віком до 5 років зі зниженою масою тіла становила 9,2 % (оцінка на 2006 рік). Ця статистика показує як власне стан харчування, так і наявну/гіпотетичну поширеність різних захворювань.

### Санітарія
Доступ до облаштованих джерел питної води 2012 року мало 89,1 % населення в містах і 53,7 % в сільській місцевості; загалом 71,1 % населення країни. Відсоток забезпеченості населення доступом до облаштованого водовідведення (каналізація, септик): в містах — 100 %, в сільській місцевості — 98,2 %, загалом по країні — 99,1 % (станом на 2015 рік). Споживання прісної води, станом на 2004 рік, дорівнює 27,95 км³ на рік, або 5,752 тонни на одного мешканця на рік: з яких 3 % припадає на побутові, 3 % — на промислові, 94 % — на сільськогосподарські потреби.

## Соціально-економічне становище
Співвідношення осіб, що в економічному плані залежать від інших, до осіб працездатного віку (15-64 роки) загалом становить 47,9 % (станом на 2015 рік): частка дітей — 41,7 %; частка осіб похилого віку — 6,1 %, або 16,3 потенційно працездатного на 1 пенсіонера. Загалом ці показники характеризують рівень потреби державної допомоги в секторах освіти, охорони здоров'я та пенсійного забезпечення, відповідно. За межею бідності 2012 року перебувало 0,2 % населення країни. Розподіл доходів домогосподарств у країні має такий вигляд: нижній дециль — 2,6 %, верхній дециль — 31,7 % (станом на 1998 рік).
Станом на 2016 рік, уся країна була електрифікована, усе населення країни мало доступ до електромереж. Рівень проникнення інтернет-технологій надзвичайно низький. Станом на липень 2015 року в країні налічувалось 785 тис. унікальних інтернет-користувачів (133-тє місце у світі), що становило 15 % загальної кількості населення країни.

### Трудові ресурси
Загальні трудові ресурси 2015 року становили 2,305 млн осіб (118-те місце у світі). Зайнятість економічно активного населення у господарстві країни розподіляється таким чином: аграрне, лісове і рибне господарства — 48,2 %; промисловість і будівництво — 14 %; сфера послуг — 37,8 % (станом на 2004 рік). Безробіття 2014 року дорівнювало 11 % працездатного населення, 2013 року — 10,6 % (125-те місце у світі).

## Кримінал

#### Наркотики

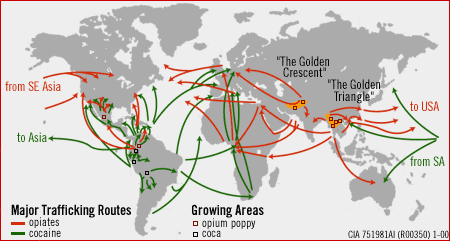
Світові маршрути наркотрафіку

Транзитна країна для наркотиків з Афганістану, що прямують до Російської Федерації й Західної Європи; прекурсорів до Афганістану.

### Торгівля людьми
Згідно зі щорічною доповіддю про торгівлю людьми (англ. Trafficking in Persons Report) Управління з моніторингу та боротьби з торгівлею людьми Державного департаменту США, уряд Туркменістану докладає значних зусиль у боротьбі з явищем примусової праці, сексуальної експлуатації, незаконною торгівлею внутрішніми органами, але не в повній мірі, країна перебуває у списку спостереження другого рівня.

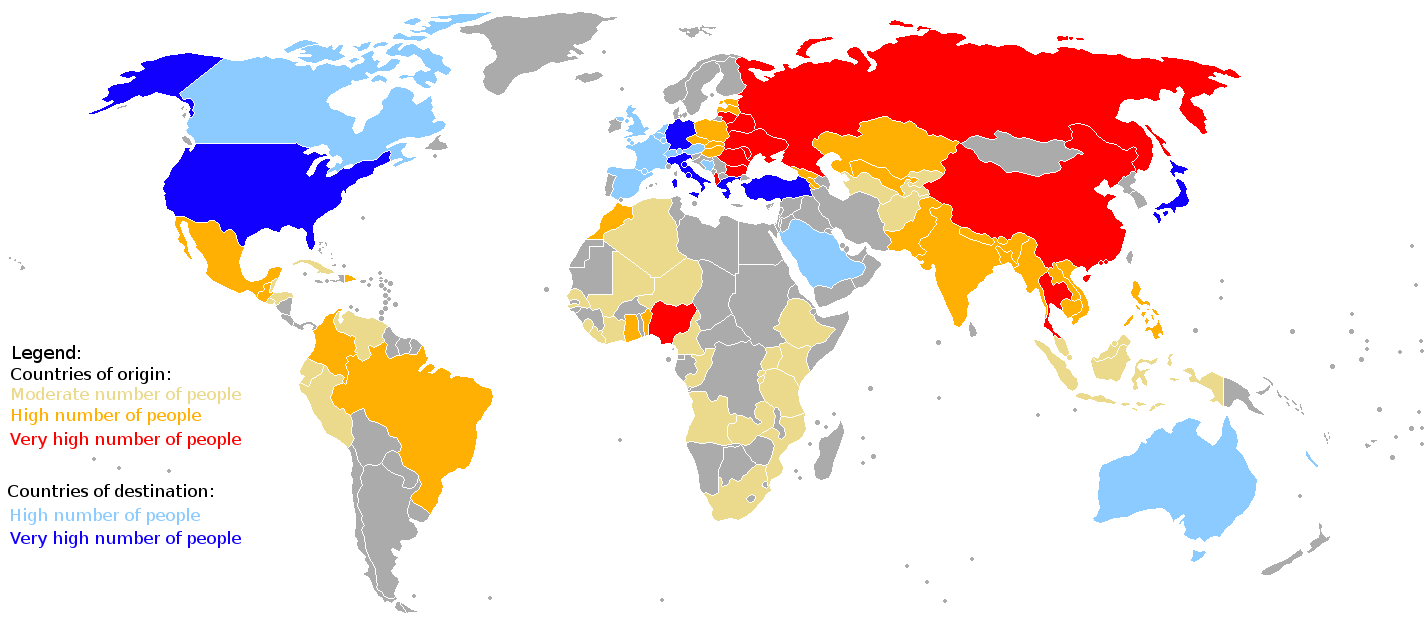
Країни-донори (червоний) і країни-реципієнти кримінальних потоків  (англ.)
Глобальна боротьба з торгівлею людьми (англ.)

## Гендерний стан
Статеве співвідношення (оцінка 2015 року):
- при народженні — 1,05 особи чоловічої статі на 1 особу жіночої;
- у віці до 14 років — 1,03 особи чоловічої статі на 1 особу жіночої;
- у віці 15—24 років — 1,01 особи чоловічої статі на 1 особу жіночої;
- у віці 25—54 років — 0,98 особи чоловічої статі на 1 особу жіночої;
- у віці 55—64 років — 0,89 особи чоловічої статі на 1 особу жіночої;
- у віці за 64 роки — 0,77 особи чоловічої статі на 1 особу жіночої;
- загалом — 0,98 особи чоловічої статі на 1 особу жіночої[1].

## Демографічні дослідження
Демографічні дослідження в країні ведуться рядом державних і наукових установ:

### Українською
- Атлас. 10—11 клас. Економічна і соціальна географія світу / упорядники :  О. Я. Скуратович, Н. І. Чанцева. — К. : ДНВП «Картографія», 2010. — ISBN 978-966-475-639-3.
- Атлас світу / голов. ред. І. С. Руденко ; зав. ред. В. В. Радченко ; відп. ред. О. В. Вакуленко. — К. : ДНВП «Картографія», 2005. — 336 с. — ISBN 9666315467.
- Безуглий В. В. Економічна і соціальна географія зарубіжних країн : Навчальний посібник. — К. : ВЦ «Академія», 2007. — 704 с. — ISBN 978-966-580-239-6.
- Безуглий В. В., Козинець С. В. Регіональна економічна і соціальна географія світу : Навчальний посібник. — видання 2-ге, доп., перероб. — К. : ВЦ «Академія», 2007. — 688 с. — ISBN 966-580-144-9.
- Головченко В. І., Кравчук О. Країнознавство: Азія, Африка, Латинська Америка, Австралія і Океанія. — К., 2006. — 335 с. — ISBN 966-8939-04-2.
- Гудзеляк І. І. Географія населення: Навчальний посібник / І. Гудзеляк. — Л. : Видавничий центр ЛНУ імені Івана Франка, 2008. — 232 с. — ISBN 978-966-613-599-8.
- Дахно І. І. Країни світу: Енциклопедичний довідник / І. І. Дахно, С. М. Тимофієв. — К. : Мапа, 2011. — 606 с. — (Бібліотека нового українця) — ISBN 978-966-8804-23-6.
- Дахно І. І. Економічна географія зарубіжних країн : навчальний посібник. — К. : Центр учбової літератури, 2014. — 319 с. — ISBN 978-611-01-0682-5.
- Джаман В. О. Регіональні системи розселення: демографічні аспекти. — Чернівці : Рута, 2003. — 392 с. — ISBN 9665685988.
- Дорошенко Л. С. Демографія: Навчальний посібник. — К. : МАУП, 2005. — 112 с. — ISBN 966-608-442-2.
- Дубович І. А. Країнознавчий словник-довідник. — 5-те вид., перероб. і доп. — К. : Знання, 2008. — 839 с. — ISBN 978-966-346-330-8.
- Економічна і соціальна географія країн світу. Навчальний посібник / За ред. Кузика С. П. — Л. : Світ, 2002. — 672 с. — ISBN 966-603-178-7.
- Загальна медична географія світу / В. О. Шевченко [та ін.] — К. : [б.в.], 1998. — 178 с.
- Ігнатьєв П. М. Країнознавство: Країни Азії. — Ч. : Книги-XXI, 2004. — 383 с. — ISBN 966-8029-53-4.
- Книш М. М., Мамчур О. І. Регіональна економічна і соціальна географія світу (Латинська Америка та Карибські країни, Африка, Азія, Океанія) : навч. посіб. — Л. : ЛНУ ім. Івана Франка, 2013. — 368 с. — ISBN 978-617-10-0007-0.
- Крисаченко В. С. Динаміка населення: Популяційні, етнічні та глобальні виміри. — К. : Видавництво Національного інституту стратегічних досліджень, 2005. — 368 с. — ISBN 966-554-083-1.
- Любіцева О. О., Мезенцев К. В., Павлов С. В. Географія релігій. — К. : АртЕК, 1999. — 504 с. — ISBN 966-505-006-0.
- Масляк П. О. Країнознавство. — К. : Знання, 2007. — 292 с. — (Вища освіта XXI століття)
- Масляк П. О., Дахно І. І. Економічна і соціальна географія світу / П. О. Масляк, І. І. Дахно ; за ред. П. О. Масляка. — К. : Вежа, 2003. — 280 с. — ISBN 966-7091-53-8.

### Російською
- (рос.) Туркмения // Демографический энциклопедический словарь / главн. ред. Валентей Д. И. — М. : Советская энциклопедия, 1985. — 608 с.
- (рос.) Туркмения // Страны и народы. Советский Союз. Республики Закавказья. Республики Средней Азии. Казахстан / Редкол. : Т. А. Жданко (отв. ред., ред.-сост.) и др. — М. : «Мысль», 1984. — 382 с. — (Страны и народы) — 180 тис. прим.
- (рос.) Атлас народов мира / Отв. ред. С. И. Брук и В. С. Апенченко. — М. : ГУГК ГГК СССР и Институт этнографии им. Н. Н. Миклухо-Маклая АН СССР, 1964. — 185 с. — 20 тис. прим.
- (рос.) Численность и расселение народов мира. Этнографические очерки / под ред. С. И. Брука. — М. : Издательство АН СССР, 1962. — 487 с.
- (рос.) Лаппо Г. М. География городов: Учебное пособие для географических факультетов вузов. — М. : Туманит, изд. центр ВЛАДОС, 1997. — 476 с. — ISBN 5-691-00047-0.
- (рос.) Ягельский А. География населения. — М. : Прогресс, 1980. — 383 с.